# Polieuktos (patriarcha Konstantynopola)
Polieuktos, gr. Πολύευκτος (zm. 5 lutego 970) – patriarcha Konstantynopola w latach 956–970. 

## Życiorys
Patriarchą był od 3 kwietnia 956 r. do śmierci. W 969 zażądał od Jana Tzimiskesa pokuty za udział w śmierci swego poprzednika. Doprowadził też do wypędzenia cesarzowej Teofano. Jan I Tzimiskes po pokucie i wypełnieniu żądań patriarchy został przez niego koronowany.